# Orchopeas nepos
Orchopeas nepos är en loppart som först beskrevs av Rothschild 1905.  Orchopeas nepos ingår i släktet Orchopeas och familjen fågelloppor. Inga underarter finns listade i Catalogue of Life.